# Rebecca Bross
Pour les articles homonymes, voir Bross.
Rebecca Bross est une gymnaste américaine, née le 11 juillet 1993 à Ann Arbor, Michigan. Elle est six fois médaillée du monde.

## Biographie
Rebecca Marie Bross est la fille de Terry Bross et Donna Bross (née Brugge). Elle a un frère aîné nommé Benjamin. Ses parents l'ont mis dans une classe de gymnastique à l'âge de cinq ans. Elle a été entraînée par Valeri Liukin au WOGA.

## Palmarès

### Championnats du monde
- Londres 2009
  -  médaille d'argent au concours général individuel
  -  médaille de bronze aux barres asymétriques

- Rotterdam 2010
  -  médaille d'argent au concours par équipes
  -  médaille de bronze au concours général individuel
  -  médaille de bronze aux barres asymétriques
  -  médaille d'argent à la poutre

### Jeux panaméricains
- Rio de Janeiro 2007
  -  médaille d'or au concours par équipes
  -  médaille d'or au sol
  -  médaille d'argent au concours général individuel

### Autres
- American Cup 2010 :
  -  1re au concours général